# Códice Nuttall

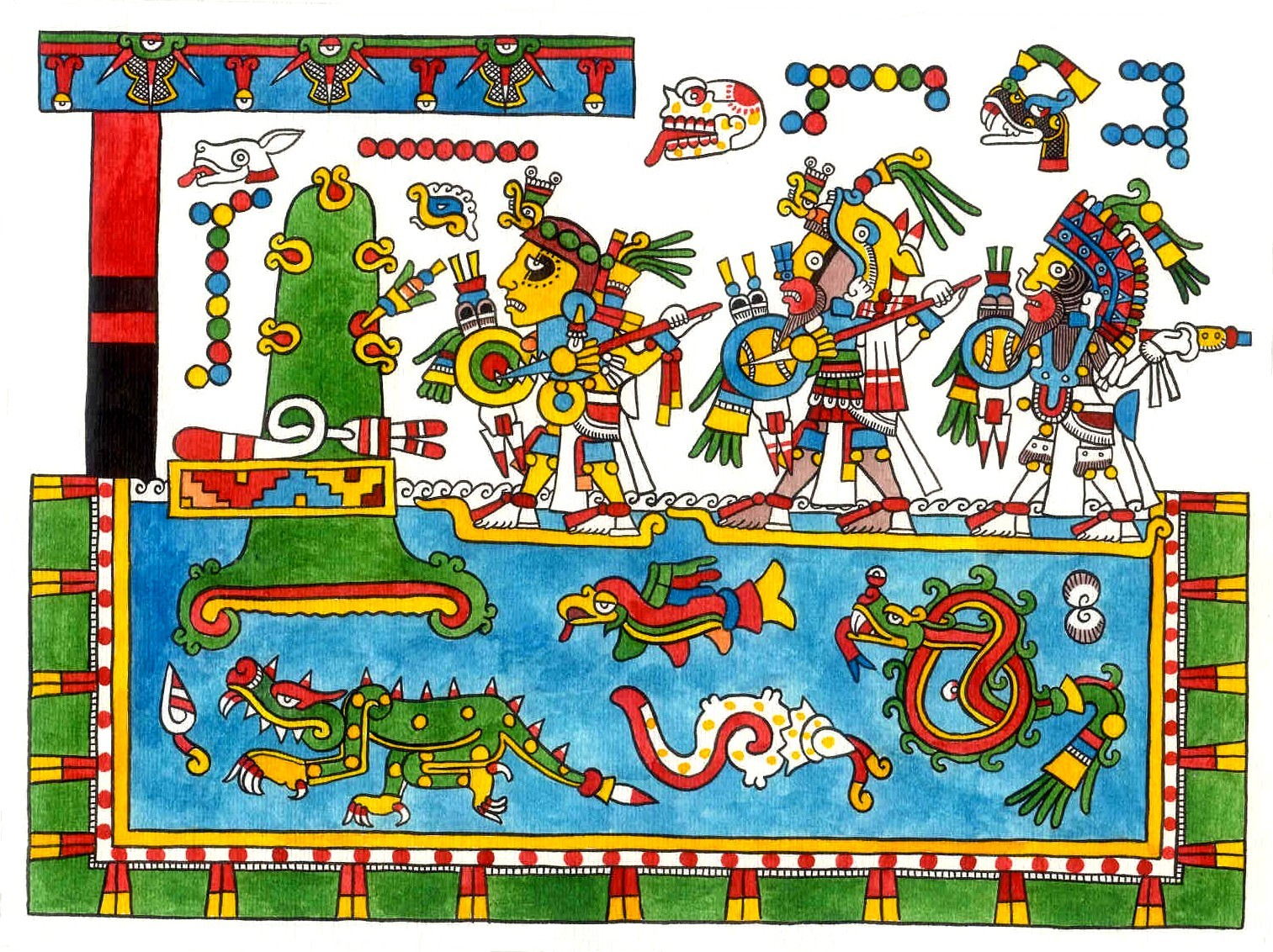
Lámina del Códice Nuttall

El Códice Nuttall (conocido también como Códice Tonindeye o Zouche-Nuttall) es un manuscrito pictórico prehispánico, perteneciente a la cultura mixteca. Consta de dos lados: el lado 1, que registra la vida, conquistas y alianzas de Ocho Venado, un prominente gobernante mixteca, y el lado 2, que trata el origen de la dinastía e historia de Tilantongo y Teozacoalco.  El códice Zouche-Nuttall es uno de los seis códices mixtecos considerados de tradición prehispánica que sobrevivieron a la conquista de México. 
El manuscrito está conformado por 16 piezas de piel de venado tratada unidas a los extremos, que constituyen una larga tira de 11.41 metros. Las hojas son dobleces realizados en cada una de las piezas de piel, dando así un total de 47 láminas, no todas pintadas. Se desconoce la fecha real de elaboración del códice, pero se estima fue alrededor del siglo XIV en la población de Tilantongo. El lado 2 pudiendo ser más reciente que el lado 1, tal vez elaborado en Teozacoalco a principios del siglo XV.
No hay datos de cómo salió el códice de México. Probablemente fue enviado a España en el siglo XVI, poco después de consumarse la conquista de los pueblos mixtecos en 1522. Fue identificado por primera vez en el año de 1854 en el convento dominico de San Marcos en Florencia. Cinco años más tarde fue vendido a John Temple Leader, quien lo envió a Robert Curzon, cuarto barón Zouche. Una edición facsimilar fue publicada por el Museo Peabody de Arqueología y Etnología de la Universidad Harvard en 1902, con introducción escrita por Zelia Nuttall. Hoy en día el códice pertenece a la colección del Museo Británico.

## Nombre
El Museo Británico, actual dueño del manuscrito, lo tiene clasificado con el nombre compuesto Zouche-Nuttall. El códice recibió este nombre de Robert Cruzon, cuarto barón Zouche, y Zelia Nuttall, figuras clave en la historia del mismo.

## Características

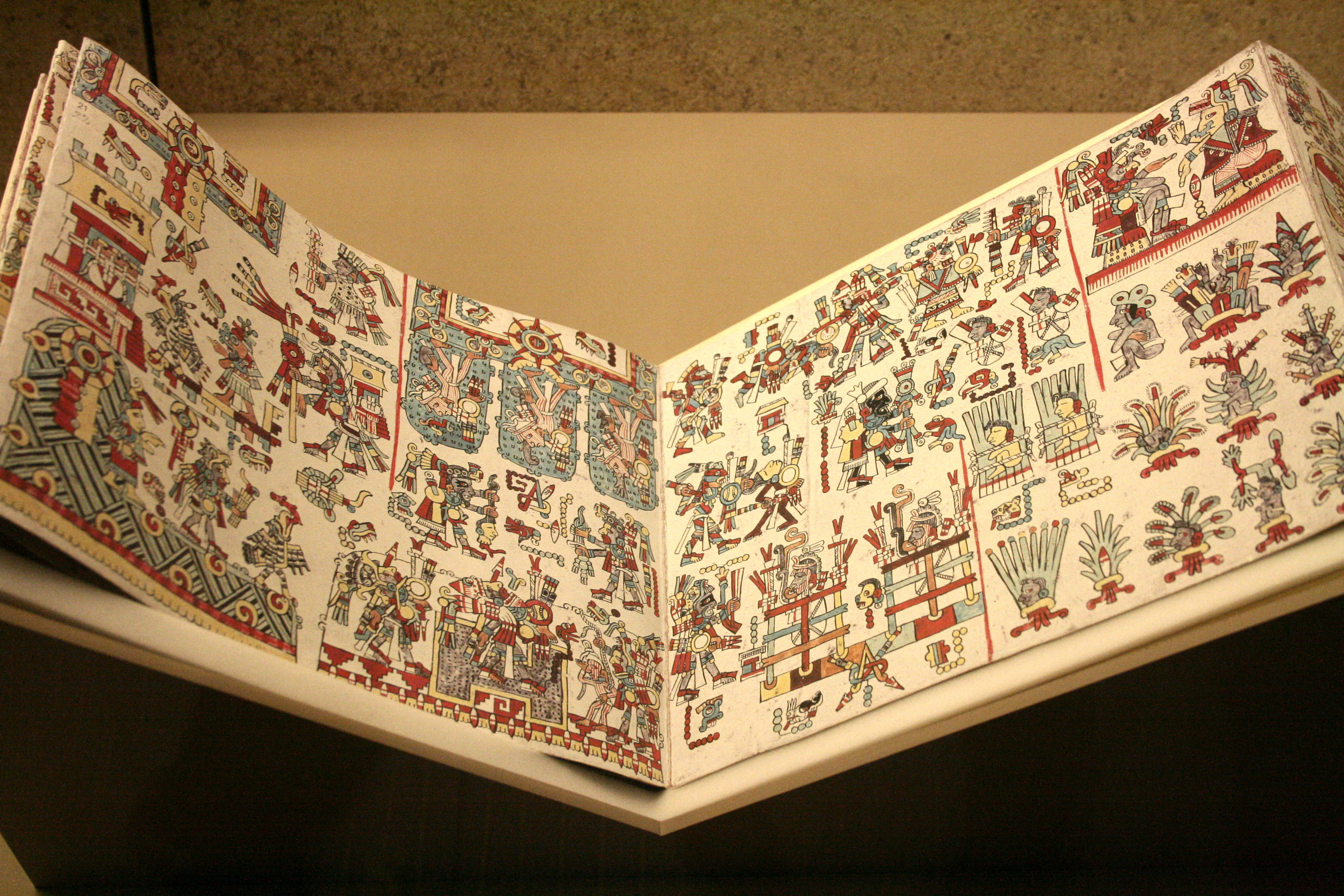
Dos láminas del lado 2 del códice.

El códice Zouche-Nuttall es un libro extenso, doblado en forma de biombo e ilustrado en color por ambos lados. Está compuesto de 16 tiras de piel de venado tratada de unirlas en los extremos. Ya íntegro, el códice es una larga faja de 11.41 m de largo; sus hojas o láminas siendo el resultado de dobleces y pliegues en la misma faja de piel. Por su parte, cada lámina tiene una medida aproximada de 24.3 cm de ancho por 18.4 cm de alto. El códice tiene un total de 94 láminas; 47 de cada lado. 42 de las 47 láminas fueron pintadas en el anverso (lado 2) y 44 láminas fueron pintadas en el reverso (lado 1). 
La superficie de cada lámina se encuentra cubierta de una base blanca de estuco y yeso, colocada antes de aplicarse los colores. Esta cubierta blanca se utilizaba también para realizar correcciones sobre los dibujos ya elaborados. En ambos lados del códice se emplearon tintes naturales de color rojo, amarillo, azul, morado, café, ocre y negro.

## Historia
No es conocida la manera en la que el códice Nuttall salió de México, pero se sabe que se encontraba en el monasterio dominico de San Marcos en Florencia, Italia en 1845. Durante 1859 el códice fue adquirido por el prominente político inglés John Temple Leader, que residía también en Florencia, y quien compró el documento al monasterio para enviárselo a su amigo Robert Curzon, quien sería el decimocuarto barón Zouche. Curzon vivía en Inglaterra y tenía una magnífica colección de antigüedades. Curzon murió en 1873 y la colección fue heredada por su hijo, quien envuelto en una serie de dificultades depositó en 1876 la colección de su padre en el Museo Británico de Londres.
La investigadora Zelia Nuttall obtuvo permiso para investigarlo en 1902. De esta manera la primera edición facsimilar del códice fue publicada bajo los auspicios del Museo Peabody de la Universidad de Harvard, sin embargo la publicación constaba de dibujos realizados por un artista anónimo. Fue el Museo Peabody el que le dio el nombre de Nuttall al códice mixteco, en honor a la investigadora.
El Museo Británico adquirió el códice en 1912, y obtuvo la posesión definitiva del él en 1917 al morir el último poseedor de la colección. Se encuentra registrado bajo la signatura Add. MS 39671.

## Reseña

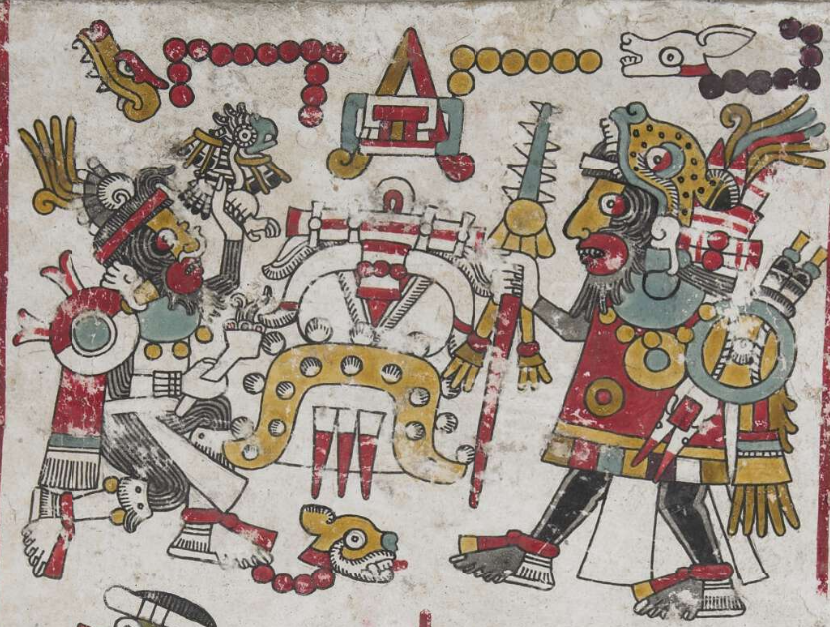
Detalle del códice Nuttall

El códice Nuttall fue identificado como perteneciente al área mixteca por el investigador Alfonso Caso, desechando la creencia de que se trataba de un documento zapoteca o del centro de México. Es difícil precisar el lugar exacto de procedencia de este  códice; se cree que puedo haber sido hecho en el señorío de Teozacoalco, debido a que en el lado anverso se incluye una relación genealógica de los gobernantes de Teozacoalco y Zaachila. Sin embargo otros investigadores piensan que se trata de dos documentos distintos (anverso y reverso) realizados en épocas y lugares diferentes por muy distintas razones.
El lado uno pone más énfasis en las conquistas, alianzas, reuniones políticas y actos de obediencia y reconocimiento a Ocho Venado que otros códices. Además, el lugar más representado en este lado del Nuttall es Tilantongo, a tal punto que se ignora la fecha de entronización de 8 venado en el señorío costero de Tututepec, entre otros acontecimientos. El énfasis puesto en Tilantongo hace pensar como el posible lugar de origen de la biografía del gran conquistador. Se desconoce la fecha exacta en la que pudo realizarse el lado 1 del códice Nuttall pero los hechos que registra pueden ubicarse entre los siglos XI y XII. Probablemente la factura del códice respondió a una legitimación por parte de los descendientes de 8 Venado alrededor del siglo XIV, cuando la rama de Tilantongo comenzaba a desvanecerse. Varios años después, los señoríos de Tilantongo y Tezoacoalco fueron unificados por el señor 9 casa, por lo que tal vez el códice cambio de residencia a Tezoacoalco, lugar donde se pintaría la segunda parte de este códice.